# Curling la Jocurile Olimpice de iarnă din 1924
Proba sportivă de curling la Jocurile Olimpice de iarnă din 1924 s-au desfășurat în perioada 28-30 ianuarie 2022 la Chamonix, Franța. A avut loc doar turneul masculin.
În februarie 2006, cu câteva zile înainte de începerea Jocurilor Olimpice de iarnă din 2006, Comitetul Olimpic Internațional a hotărât că proba de curling făcea parte din programul olimpic oficial din 1924 și nu un eveniment demonstrativ așa cum publicaseră anterior multe surse autorizate (deși CIO nu anunțase niciodată acest lucru). Această confirmare oficială a fost punctul culminant al unei campanii de investigație începută de ziarul The Herald din Glasgow, în numele familiilor celor opt concurenți britanici care au câștigat primele medalii de aur de curling. Echipa câștigătoare a fost selectată de Royal Caledonian Curling Club, Perth.

## Clasament pe țări
| Loc | Țară                 | Aur | Argint | Bronz | Total |
| --- | -------------------- | --- | ------ | ----- | ----- |
| 1   | Marea Britanie (GBR) | 1   | 0      | 0     | 1     |
| 2   | Suedia (SWE)         | 0   | 1      | 0     | 1     |
| 3   | Franța (FRA)         | 0   | 0      | 1     | 1     |
|     | Total                | 1   | 1      | 1     | 3     |

## Medalii
| Probă sportivă | Aur | Argint | Bronz |
| Masculin       | Marea Britanie (GBR) · William K. Jackson · Robin Welsh · Thomas Murray · Laurence Jackson · T. S. Robertson-Aikman (captain) (alt.) · John McLeod (alt.) · William Brown (alt.) · D. G. Astley (alt.) | Suedia (SWE) · Johan Petter Åhlén (skip) · Carl Axel Pettersson · Karl Wahlberg · Carl August Kronlund · Carl Wilhelm Petersén (skip) · Ture Ödlund · Victor Wetterström · Erik Severin | Franța (FRA) · Henri Cournollet · Pierre Canivet · Armand Bénédic · Georges André · Henri Aldebert (alt.) · Robert Planque (alt.) |

Notă: R. Cousin din Marea Britanie a fost inclus în raportul oficial ca "ne-participant" și nu se cunoaște dacă a primit medalie; totuși, skip-ul William Jackson din Marea Britanie a fost și el inclus în raportul oficial ca "ne-participant".

## Rezultate runda preliminară
Franța, Marea Britanie și Suedia au fost singurele țări care au participat la competiția de curling, deși o echipă completă elvețiană este listată ca fiind „echipă neparticipantă”.
Toate meciurile s-au jucat având 18 reprize.

### Clasament
| Place | Team           | Wins | Losses | Points |
| ----- | -------------- | ---- | ------ | ------ |
| 1     | Marea Britanie | 2    | 0      | 4      |
| 2     | Suedia         | 1    | 1      | 2      |
| 3     | Franța         | 0    | 2      | 0      |

### Etapa 1
Luni, 28 ianuarie, 10:00
| Echipă | 1 | 2 | 3 | 4 | 5 | 6 | 7 | 8 | 9 | 10 | Total |
| Suedia |   |   |   |   |   |   |   |   |   |    | 18    |
| Franța |   |   |   |   |   |   |   |   |   |    | 10    |

### Etapa a 2-a
Marți, 29 ianuarie, 10:00
| Echipă         | 1 | 2 | 3 | 4 | 5 | 6 | 7 | 8 | 9 | 10 | Total |
| Marea Britanie |   |   |   |   |   |   |   |   |   |    | 38    |
| Suedia         |   |   |   |   |   |   |   |   |   |    | 7     |

### Etapa a 3-a
Miercuri, 30 ianuarie, 10:00
| Echipă         | 1 | 2 | 3 | 4 | 5 | 6 | 7 | 8 | 9 | 10 | Total |
| Marea Britanie |   |   |   |   |   |   |   |   |   |    | 46    |
| Suedia         |   |   |   |   |   |   |   |   |   |    | 4     |